# カモワン・タロット
カモワン・タロット（仏:Camoin Tarot de Marseille）は、フィリップ・カモワン（Philippe Camoin）,アレハンドロ・ホドロフスキー（Alexandro Jodorowsky）の両名によって製作されたタロットカードの名称である。正式名称はカモワン・ホドロフスキー版マルセイユ・タロット。

## 概要
カモワン・タロットは、フィリップ・カモワンがマルセイユ・タロットを本来の姿に復元する目的でアレハンドロ・ホドロフスキーの協力を得て、1997年に完成させたタロット・カードである。フィリップ・カモワンとアレハンドロ・ホドロフスキーは所有する版木やコンヴェル版、ドダル版、フランソワ・トゥールカティ版などを含む無数のマルセイユ・タロットを対象に比較検討を行った。数年をかけて必要なデータの収集とコンピュータでのデータ解析を行い、電子ペンによって詳細にデザインをしなおした。その復元には版木の劣化によって消失してしまったシンボル（例：『皇帝』のワシの足元の卵）だけでなく、二人の研究によって本来あったはずと判断されたシンボル（例：『女法王』の法衣の３つめの十字）も含まれている。

## カモワン・タロット誕生の歴史的背景
カードの一大生産地であったマルセイユで1760年、ニコラ・コンヴェルは自分が彫り上げた版木を使っていわゆるコンヴェル版マルセイユ・タロットの印刷を始めた。梨の木の版木で印刷され、ステンシルを用いて緑と水色を含む多くの色で彩色されていた。1860年頃まで1世紀以上に渡って同じ版木と同じ色彩でコンヴェル版は印刷され続けていた。1861年にカモワン家のジャン・バティスタ・カモワンがニコラ・コンヴェルの子孫である女性との婚姻によりコンヴェル家のカード・メーカーとしての伝統を継承した。そのときにはすでマルセイユにおけるカード・メーカーは2軒のみになり、更に1878年にはカモワン家だけになっていた。ニコラ・コンヴェルの最初の印刷から1世紀が経過する頃には版木は擦り減り、当初のような刷り上がりにはならなくなっていた。擦り減った版木を使えなくなったカモワン家は産業革命の中で、版木での印刷の替わりに４色印刷機械を導入することにした。1880年に新しいタロット・カードを製造した際、多彩な色は４色に制限され、赤、青、黄、黒とわずかな緑に置き換えられた。更にこの変更が模倣されてマルセイユ・タロットの伝統が一般には伝わらなくなった。

## フィリップ・カモワン
フィリップ・カモワンはコンヴェル版で名高いニコラ・コンヴェルの子孫であり、マルセイユ・タロットのカード・メーカーとして唯一現存するカモワン家の後継者である。14歳の時から、象徴体系、錬金術、西洋秘教、チベット仏教、超心理学、魂の力、シャーマニズム、ヒンドゥー教、シヴァ教、ラージャ・ヨーガ、瞑想を学んだ。数学、医学、コンピュータ・サイエンスや12ヶ国の言語も学んでいる。更に国際映画学校でジョン・ストラスバーグの下での研修を受けた経験ももつ。

## フィリップ・カモワンとタロット
26歳のときに祖父の他界を経験したフィリップ・カモワンはマルセイユ・タロットの伝統の智慧を守る番人としての役割が自分に受け継がれることを自覚したこと、宗教、神秘学、言語などの勉強がマルセイユ・タロットをより広い文化体系の中に統括する基になったことを自身のタロット・スクールのサイトで語っている。
フィリップ・カモワンはカモワン・タロットを自身のタロット・スクールで教授しており、その内容にはカモワン・コードと名づけられたカモワンの３×７タロット・マンダラやカモワンの法則、さらにはタロットの視線を追ってカードを展開する動的展開法フィリップ・カモワン・タロット・リーディング・メソッド等が含まれる。

## アレハンドロ・ホドロフスキー
アレハンドロ・ホドロフスキーは映画監督、劇作家、俳優、詩人、作家、音楽家、漫画作家、サイコセラピストである。映画作品には「エル・トポ」 「ホーリー・マウンテン」 「サンタ・サングレ　聖なる血」「虹泥棒」などがあり、カルトムービーの巨匠として知られている。

## アレハンドロ・ホドロフスキーとタロット
アレハンドロ・ホドロフスキーはカモワン・タロット製作以前に40年に渡ってタロットの蒐集・研究を行っている。以前はポール・マルトーのタロットを使用していた。フィリップ・カモワンは当初、口伝のみでカモワン・タロットの秘儀参入の教えを広めようと考えていた。マルセイユ・タロットの秘密の教えのコードとシンボルがデザインされ直すことになったのはアレハンドロ・ホドロフスキーの強い勧めによってである。
アレハンドロ・ホドロフスキーは自身の著書『タロットの宇宙』（仏題La voie du Tarot、英題The way of tarot）でカモワン・タロットを用いた大アルカナ、小アルカナの解釈をはじめ、合計して２１になるペアの解釈、独自の３次元タロット・マンダラなどを披露している。

## カモワン・コード
カモワン・コードは、フィリップ・カモワンが1999年にタロットの中に発見した暗号と法則、その相互の関連で形成される数千に及ぶ秘伝体系である。このコードを用いることにより、カモワン・タロットに含まれる秘教的教えを解読することが可能になること、正確なタロット・リーディングが可能になることが最も重要なものとなっている。

### カモワンの３×７タロット・マンダラ
フィリップ・カモワンが発見した秘教的智慧の体系が表れるためには大アルカナのⅠからⅩⅩⅠをタロットの辿る道として３段７列に並べ、巡礼者である愚者を別にしたマンダラ構造を作る必要があり、このマンダラ構造はカモワンの３×７タロット・マンダラと名づけられている。

### カモワンの法則
タロットのシンボルやコードは偶然に配置されているのではなく、複雑でありながら整然とした体系の中に配置されていることをフィリップ・カモワンが発見し、この法則全体の体系にカモワンの法則と名づけた。数多くの法則があり、「繰り返しの法則」「2の法則」「3の法則」「4の法則または3＋1の法則」「両端の法則」「類似の法則」「視線の法則」「例外の法則」「逆転の法則」「近接の法則」が重要なものとしてあげられている。

### フィリップ・カモワン・タロット・リーディング・メソッド
フィリップ・カモワンによって開発された独創的なタロット展開法であり、カモワン・メソッドとも呼ばれる。「解決カードの法則」「視線カードの法則」の２つのルールを用いた動的展開法であり、カードを単独のみで解釈するのではなく、相互の関連性から導き出される補足的な情報からも多くの意味合いを読み取ることができるリーディング方法である。
解決カードや視線カードによってタロット・カードの存在たちが問題や関心事、解決策を映画のようにストーリー立てて展開することにより、質問者とタロット・リーダーが情報を共有しながら読んでいくことが可能になっている。

## 「秘伝カモワン・タロット」について
かつて、日本国内で出版されていた「秘伝カモワン・タロット」（学習研究社）は、大沼忠弘によって企画・著作したもので、フィリップ・カモワンの了承を得てはいたが、共著ではなく、フィリップ・カモワンは原稿作成に関与していない。フィリップ・カモワンはタロットとカバラとの関連に言及しておらず、大沼忠弘独自の解釈が数多く盛り込まれている。大沼忠弘が主宰するタロット大学では教本としていたが、カードの意味、リーディング方法等、フィリップ・カモワンの考えとは異なる点が多く、2009年に廃刊となっている。同時期にフィリップ・カモワンは、大沼忠弘と結んでいた、日本においてカモワン・タロットを教授する契約を終了している。